# L'aubre vielh
L'aubre vielh és un curtmetratge documental de 13 minuts dirigit per Henri Moline, estrenat el 1979. Hi participaren Marcela Delpastre i Jan dau Melhau, i fou produïda i editada per Jean Fléchet. Fou exhibit al Festival Internacional de Cinema de Sant Sebastià 1979 dins la secció "Cinema de les nacionalitats".

## Argument
La resistència de la població del Llemosí a les mesures tecnocràtiques que amenacen la seva cultura i la seva forma de vida.

## Premis
- 1979: Cèsar al millor curtmetratge documental